# Elecciones a la Asamblea de Extremadura de 2011
Las elecciones a la Asamblea de Extremadura de 2011 tuvieron lugar el 22 de mayo de dicho año, coincidiendo con las elecciones a los parlamentos de todas las comunidades autónomas salvo Andalucía, Cataluña, Galicia y País Vasco y con las municipales en toda España. En la provincia de Badajoz se eligieron 36 diputados (uno más que en las elecciones de 2007), y en la de Cáceres, 29 (uno menos que en los anteriores comicios).

## Candidaturas
| Provincia | Candidatos | Observaciones                                                   |
| --------- | --- | --------------------------------------------------------------- |
| Cáceres   | - PSOE-Regionalistas: Juan Ramón Ferreira Díaz - PP-EU: Fernando Jesús Manzano Pedrera - IU-SIEX: Víctor Manuel Casco | - Otras candidaturas: CENB, CEX, Ecolo, IPEX, PUM+J, UPEX, UPyD |
| Badajoz   | - PSOE-Regionalistas: Guillermo Fernández Vara - PP-EU: José Antonio Monago - IU-SIEX: Pedro Escobar                  | - Otras candidaturas: CEX, Ecolo, IPEX, PUM+J, PCPE, UPyD       |

## Encuestas
| Encuesta                       | PSOE   | PP     | IU    | UPyD | Otros | No decidido |
| ------------------------------ | ------ | ------ | ----- | ---- | ----- | ----------- |
| Resultados electorales de 2007 | 38     | 27     | -     | -    | -     | -           |
| Hoy(28/02/2010)                | 48,00% | 43,80% | 4,20% | -    | -     | 4,00%       |
| Proyección de escaños          | 33-35  | 30-32  | 0     | -    | -     |             |
| Público(28/03/2010)            | 48,10% | 44,40% | 4,60% | -    | -     | -           |
| Proyección de escaños          | 33     | 31     | 1     | -    | -     | -           |
| GESPA(23/04/2010)              | 46,60% | 44,90% | 4,40% | -    | -     | -           |
| Proyección de escaños          | 33     | 32     | -     | -    | -     | -           |
| El Mundo(31/05/2010)           | 44,30% | 48,80% | 4,00% | -    | -     | -           |
| Proyección de escaños          | 30-32  | 33-35  | 0     | -    | -     | -           |
| PSOE(15/07/2010)               | 49,00% | 43,00% | 4-5%  | -    | -     | -           |
| Proyección de escaños          | 33-35  | 29-30  | 1-2   | -    | -     | -           |
| PP(20/09/2011)                 | 46,60% | 44,90% | -     | -    | -     | -           |
| Proyección de escaños          | 33     | 32     | -     | -    | -     | -           |
| El Mundo(05/01/2011)           | 45,60% | 45,50% | 4,90% | -    | -     | 4%          |
| Proyección de escaños          | 32     | 31-33  | 0-2   | -    | -     | -           |
| La Razón(22/01/2011)           | 48,10% | 43,60% | -     | -    | -     | -           |
| Proyección de escaños          | 32-34  | 30-31  | -     | -    | -     | -           |
| GESPA(24/01/2011)              | 44,70% | 45,80% | 4,90% | -    | -     | 4,60%       |
| Proyección de escaños          | 31-32  | 33     | 0-1   | -    | -     | -           |
| Público(04/04/2011)            | 46,30% | 44,40% | 4,60% | -    | -     | -           |
| Proyección de escaños          | 32-33  | 31-32  | 1-2   | -    | -     | -           |
| CIS(05/05/2011)                | 45,30% | 44,80% | 4,80% | 1,6% | 1,90% | -           |
| Proyección de escaños          | 31     | 32     | 2     | -    | -     | -           |

## Resultados[14]
Para optar al reparto de escaños en una circunscripción, la candidatura debe obtener al menos el 5% de los votos válidos emitidos en dicha circunscripción, o en la suma de ambas circunscripciones.
| ← Elecciones a la Asamblea de Extremadura de 2011 → |                                                                               |                          |         |       |         |     |
| Presidente y gobierno | Partido                                                                       | Candidato                | Votos   | %     | Escaños | +/- |
| - Presidente: José Antonio Monago - Gobierno: PP - Censo: 906.551 - Votantes: 676.768 (74,7%) - Abstención: 229.783 (25,3%) - Válidos: 667.599 - A candidatura:658.205 (98,6%) | Partido Popular de Extremadura-Extremadura Unida (PP-EU)                      | José Antonio Monago      | 307.975 | 46,79 | 32a     | +5  |
| - Presidente: José Antonio Monago - Gobierno: PP - Censo: 906.551 - Votantes: 676.768 (74,7%) - Abstención: 229.783 (25,3%) - Válidos: 667.599 - A candidatura:658.205 (98,6%) | Partido Socialista Obrero Español de Extremadura-Extremeños (PSOE-Extremeños) | Guillermo Fernández Vara | 290.045 | 44,07 | 30b     | -8  |
| - Presidente: José Antonio Monago - Gobierno: PP - Censo: 906.551 - Votantes: 676.768 (74,7%) - Abstención: 229.783 (25,3%) - Válidos: 667.599 - A candidatura:658.205 (98,6%) | Izquierda Unida-Socialistas Independientes de Extremadura (IU-SIEX)           | Pedro Escobar Muñoz      | 38.157  | 5,80  | 3c      | +3  |
| - Presidente: José Antonio Monago - Gobierno: PP - Censo: 906.551 - Votantes: 676.768 (74,7%) - Abstención: 229.783 (25,3%) - Válidos: 667.599 - A candidatura:658.205 (98,6%) | Unión Progreso y Democracia (UPyD)                                            |                          | 7.058   | 1,07  | 0       |     |
| - Presidente: José Antonio Monago - Gobierno: PP - Censo: 906.551 - Votantes: 676.768 (74,7%) - Abstención: 229.783 (25,3%) - Válidos: 667.599 - A candidatura:658.205 (98,6%) | Independientes por Extremadura (IPEX)                                         |                          | 4.659   | 0,71  | 0       |     |
| - Presidente: José Antonio Monago - Gobierno: PP - Censo: 906.551 - Votantes: 676.768 (74,7%) - Abstención: 229.783 (25,3%) - Válidos: 667.599 - A candidatura:658.205 (98,6%) | Ecolo-Verdes (ECOLO VERDES)                                                   |                          | 3.887   | 0,59  | 0       |     |
| - Presidente: José Antonio Monago - Gobierno: PP - Censo: 906.551 - Votantes: 676.768 (74,7%) - Abstención: 229.783 (25,3%) - Válidos: 667.599 - A candidatura:658.205 (98,6%) | Unión del Pueblo Extremeño (UPEX)                                             |                          | 2.185   | 0,33  | 0       |     |
| - Presidente: José Antonio Monago - Gobierno: PP - Censo: 906.551 - Votantes: 676.768 (74,7%) - Abstención: 229.783 (25,3%) - Válidos: 667.599 - A candidatura:658.205 (98,6%) | Por un mundo más justo (PUM+J)                                                |                          | 1.573   | 0,24  | 0       |     |
| - Presidente: José Antonio Monago - Gobierno: PP - Censo: 906.551 - Votantes: 676.768 (74,7%) - Abstención: 229.783 (25,3%) - Válidos: 667.599 - A candidatura:658.205 (98,6%) | Convergencia por Extremadura (CEX)                                            |                          | 1.056   | 0,16  | 0       |     |
| - Presidente: José Antonio Monago - Gobierno: PP - Censo: 906.551 - Votantes: 676.768 (74,7%) - Abstención: 229.783 (25,3%) - Válidos: 667.599 - A candidatura:658.205 (98,6%) | Partido Comunista de los Pueblos de España (PCPE)                             |                          | 836     | 0,13  | 0       |     |
| - Presidente: José Antonio Monago - Gobierno: PP - Censo: 906.551 - Votantes: 676.768 (74,7%) - Abstención: 229.783 (25,3%) - Válidos: 667.599 - A candidatura:658.205 (98,6%) | Ciudadanos en Blanco (CenB)                                                   |                          | 774     | 0,12  | 0       |     |
| - Presidente: José Antonio Monago - Gobierno: PP - Censo: 906.551 - Votantes: 676.768 (74,7%) - Abstención: 229.783 (25,3%) - Válidos: 667.599 - A candidatura:658.205 (98,6%) | En blanco                                                                     | N/A                      | 9.394   | 1,4   | N/A     | N/A |
| - Presidente: José Antonio Monago - Gobierno: PP - Censo: 906.551 - Votantes: 676.768 (74,7%) - Abstención: 229.783 (25,3%) - Válidos: 667.599 - A candidatura:658.205 (98,6%) | Nulos                                                                         | N/A                      | 9.169   |       | N/A     | N/A |

a De ellos, 1 de EU.

b De ellos, 2 de Extremeños.

c Los 3 de IU.

### Provincia de Badajoz
| Elecciones del 22 de mayo de 2011                                                   |         |         |               |         |                |
| Censo                                                                               | 555.447 | 555.447 | 555.447       | 555.447 | 555.447        |
| Votantes                                                                            | 414.926 | 414.926 | Participación | 75,66%  | 75,66%         |
| Votos válidos                                                                       | 410.017 | 410.017 | %             | 98,81%  | 98,81%         |
| Votos nulos                                                                         | 4.909   | 4.909   | %             | 1,19%   | 1,19%          |
| Partidos                                                                            | Votos   | %       | Dif. (votos)  | Escaños | Dif. (escaños) |
| Partido Popular de Extremadura-Extremadura Unida (PP-EU)                            | 184.503 | 45,00%  | +32.245       | 17      | +3             |
| Partido Socialista Obrero Español de Extremadura-Regionalistas (PSOE-REGIONALISTAS) | 183.384 | 44,73%  | -33.689       | 17      | -4             |
| Izquierda Unida-Verdes-SIEX (IU-V-SIEX)                                             | 25.331  | 6,17%   | +4.391        | 2       | +2             |
| Unión Progreso y Democracia (UPyD)                                                  | 4.052   | 0,99%   | +4.061        | -       | -              |
| Independientes por Extremadura (IPEX)                                               | 2.837   | 0,69%   | -2.613        | -       | -              |
| Ecolo-Los Verdes (ECOLO-LOS VERDES)                                                 | 2.022   | 0,49%   | +2.015        | -       | -              |
| Por un Mundo más Justo (PUM + J)                                                    | 1.063   | 0,26%   | +1.060        | -       | -              |
| Partido Comunista de los Pueblos de España (PCPE)                                   | 836     | 0,20%   | -64           | -       | -              |
| Convergencia por Extremadura (CEX)                                                  | 537     | 0,13%   | +540          | -       | -              |
| En blanco                                                                           | 5.452   | 1,33%   | +0,16%        |         |                |
| Total                                                                               |         |         |               | 36      | +1             |

### Provincia de Cáceres
| Elecciones del 22 de mayo de 2011                                                   |         |         |               |         |                |
| Censo                                                                               | 351.104 | 351.104 | 351.104       | 351.104 | 351.104        |
| Votantes                                                                            | 261.842 | 261.842 | Participación | 77,14%  | 77,14%         |
| Votos válidos                                                                       | 257.582 | 257.582 | %             | 98,37%  | 98,37%         |
| Votos nulos                                                                         | 4.260   | 4.260   | %             | 1,63%   | 1,63%          |
| Partidos                                                                            | Votos   | %       | Dif. (votos)  | Escaños | Dif. (escaños) |
| Partido Popular de Extremadura-Extremadura Unida (PP-EU)                            | 123.472 | 47,94%  | +17.921       | 15      | +2             |
| Partido Socialista Obrero Español de Extremadura-Regionalistas (PSOE-REGIONALISTAS) | 106.661 | 41,41%  | -29.186       | 13      | -4             |
| Izquierda Unida-Verdes-SIEX (IU-V-SIEX)                                             | 12.826  | 4,98%   | +2.677        | 1       | +1             |
| Unión Progreso y Democracia (UPyD)                                                  | 3.006   | 1,17%   | +3.001        | -       | -              |
| Unión del Pueblo Extremeño (UPEX)                                                   | 2.185   | 0,85%   | +664          | -       | -              |
| Ecolo-Los Verdes (ECOLO-LOS VERDES)                                                 | 1.865   | 0,72%   | +1.840        | -       | -              |
| Independientes por Extremadura (IPEX)                                               | 1.822   | 0,71%   | -1.101        | -       | -              |
| Ciudadanos en Blanco (CenB)                                                         | 774     | 0,30%   | +273          | -       | -              |
| Convergencia por Extremadura (CEX)                                                  | 519     | 0,20%   | +514          | -       | -              |
| Por un Mundo más Justo (PUM + J)                                                    | 510     | 0,20%   | +505          | -       | -              |
| En blanco                                                                           | 3.942   | 1,53%   | +0,28%        | -       | -              |
| Total                                                                               |         |         |               | 29      | -1             |

### Elección e investidura del Presidente de la Junta
Las votaciones para la investidura del Presidente de la Junta en la Asamblea de Extremadura tuvieron el siguiente resultado:
| Candidato                | Fecha                                                  | Voto       |    |    |   | Total |
| ------------------------ | ------------------------------------------------------ | ---------- | -- | -- | - | ----- |
| José Antonio Monago (PP) | 5 de julio de 2011 Mayoría requerida: Absoluta (33/65) | Sí         | 32 |    |   | 32/65 |
| José Antonio Monago (PP) | 5 de julio de 2011 Mayoría requerida: Absoluta (33/65) | No         |    | 30 |   | 30/65 |
| José Antonio Monago (PP) | 5 de julio de 2011 Mayoría requerida: Absoluta (33/65) | Abstención |    |    | 3 | 3/65  |
| José Antonio Monago (PP) | 7 de julio de 2011 Mayoría requerida: Simple           | Sí         | 32 |    |   | 32/65 |
| José Antonio Monago (PP) | 7 de julio de 2011 Mayoría requerida: Simple           | No         |    | 30 |   | 30/65 |
| José Antonio Monago (PP) | 7 de julio de 2011 Mayoría requerida: Simple           | Abstención |    |    | 3 | 3/65  |